# Calliergonella complanata
Calliergonella complanata är en bladmossart som beskrevs av Jules Cardot och Brotherus 1923. Calliergonella complanata ingår i släktet Calliergonella och familjen Amblystegiaceae. Inga underarter finns listade i Catalogue of Life.